# Барон Рутвен из Гоури
Барон Рутвен из Гоури в графстве Пертшир — наследственный титул в системе Пэрства Соединённого королевства. Был создан 28 октября 1919 года для Уолтера Джеймса Хоура-Рутвена, 9-го лорда Рутвена из Фрилэнда (1838—1921). Его преемником стал его старший сын и тёзка, Уолтер Хоур-Рутвен, 10-й лорд Рутвен из Фрилэнда и 2-й барон Рутвен из Гоури (1870—1956). Он занимал должность губернатора острова Гернси (1929—1934).
В 1956 году после смерти последнего титулы барона Рутвена из Гоури (Пэрство Соединённого королевства) и лорда Рутвена из Фрилэнда (Пэрство Шотландии) были разделены. Его старшая дочь, Бриджет Хелен Монктон (1896—1982), получила титул 11-й леди Рутвен из Фрилэнда (этот титул мог передаваться по мужской и женской линиям). Титул барона Рутвена из Гоури, который мог передаваться по наследству только по мужской линии, унаследовал его внучатый племянник, Александр Патрик Грейстил Рутвен, 2-й граф Гоури (1939—2021), старший сын майора Патрика Хоур-Рутвена (1913—1942). Он был внуком Александра Хоура-Рутвена, 1-го графа Гоури (1872—1955), второго сына Уолтера Хоура-Рутвена, 9-го лорда Рутвена из Фрилэнда (1838—1921). Александр Патрик Рутвен занимал должности государственного министра по вопросам занятости (1979—1981), государственного министра по делам Северной Ирландии (1981—1983), государственного министра культуры (1983—1985), канцлера герцогства Ланкастерского (1984—1985) и председателя Совета искусств Англии (1994—1998).
В 2024 году носителем титула является сын последнего, Патрик Лео Брер Рутвен, 3-й граф Гоури, 4-й барон Рутвен из Гоури, который наследовал отцу в 2021 году.

## Бароны Рутвен из Гоури (1919)

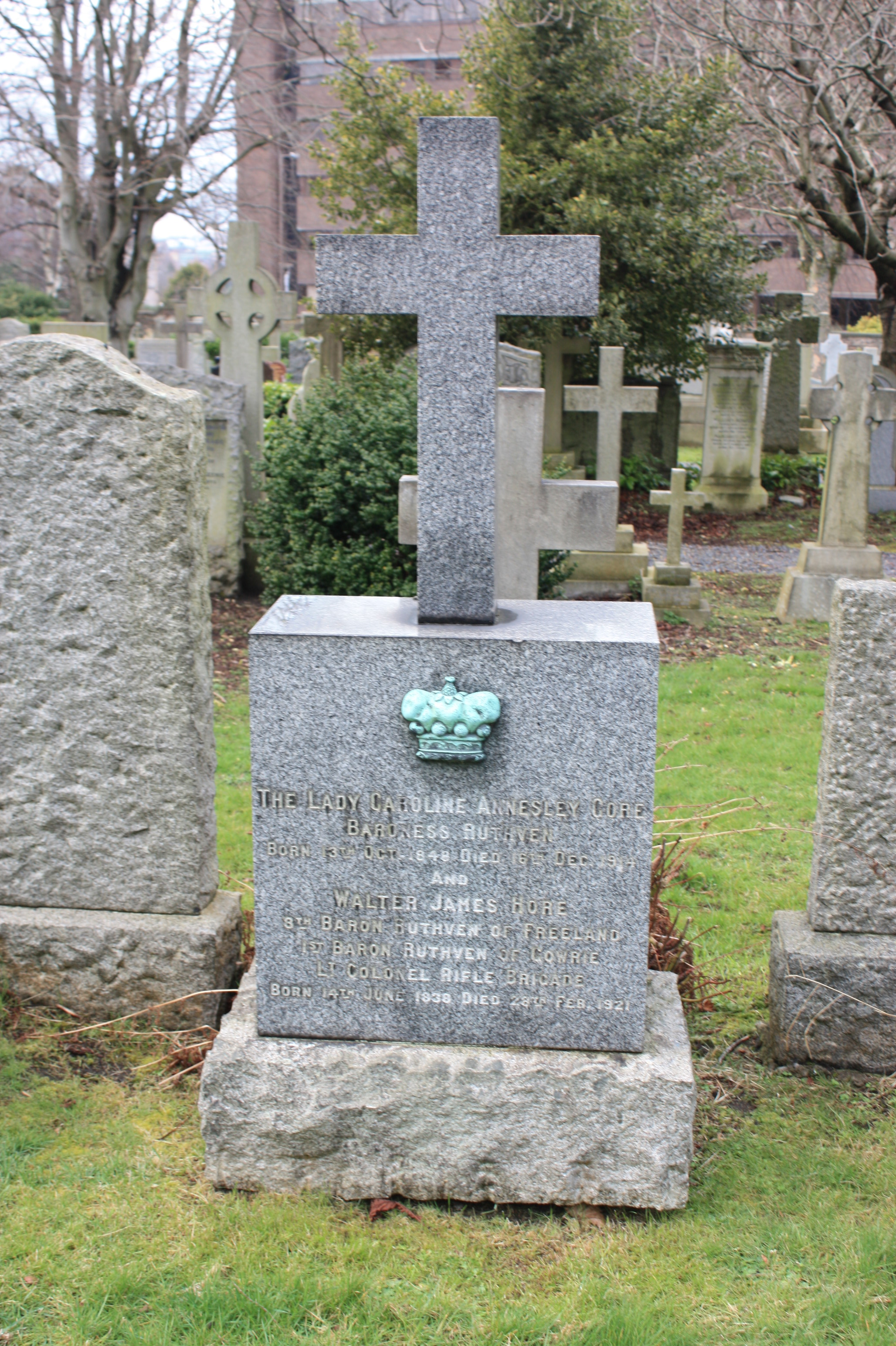
Могила 1-го барона Рутвена из Гоури, кладбище Дин

- 1919—1921: Уолтер Джеймс Хоур-Рутвен, 9-й лорд Рутвен из Фрилэнда, 1-й барон Рутвен из Гоури (14 июня 1838 — 28 февраля 1921), старший сын Уильяма Рутвена (ум. 1847), внук Мэри Элизабет Хоур-Рутвен и Уолтера Хоур-Рутвена[1];
- 1921—1956: Генерал-майор Уолтер Патрик Хоур-Рутвен, 10-й лорд Рутвен из Фрилэнда, 2-й барон Рутвен из Гоури (6 июня 1870 — 16 апреля 1956), старший сын предыдущего[2];
- 1956—2021: Александр Патрик Грейстил «Грей» Рутвен, 2-й граф Гоури, 3-й барон Рутвен из Гоури (26 ноября 1939 — 24 сентября 2021), старший сын майора Патрика Хоур-Рутвена (1913—1942) и внук Александра Хоура-Рутвена, 1-го графа Гоури (1872—1955)[3];
- 2021 — настоящее время: Патрик Лео Брер Рутвен, 3-й граф Гоури, 4-й барон Рутвен из Гоури (род. 4 февраля 1964), единственный сын предыдущего[4];
  - Наследник титула: достопочтенный Хиткоут Патрик Корнелиус Хоур-Рутвен, виконт Рутвен Канберрский  (род. 28 мая 1990), единственный сын предыдущего[5].